# The Office Girls
The Office Girls (englisch für Die Bürogehilfinnen) sind zwei markante Nunatakker, 2418 bzw. 2285 m hoch, im ostantarktischen Viktorialand. Sie ragen 11 km südwestlich des Welcome Mountain entlang eines Eiskliffs in den Outback-Nunatakkern auf.
Der United States Geological Survey kartierte sie anhand eigener Vermessungen und Luftaufnahmen der United States Navy aus den Jahren von 1959 bis 1964. Das Advisory Committee on Antarctic Names benannte sie 1970 in Anerkennung an die administrative Unterstützung der antarktischen Forschungsprogramme durch entsprechendes Personal.